# Ilse Elsner

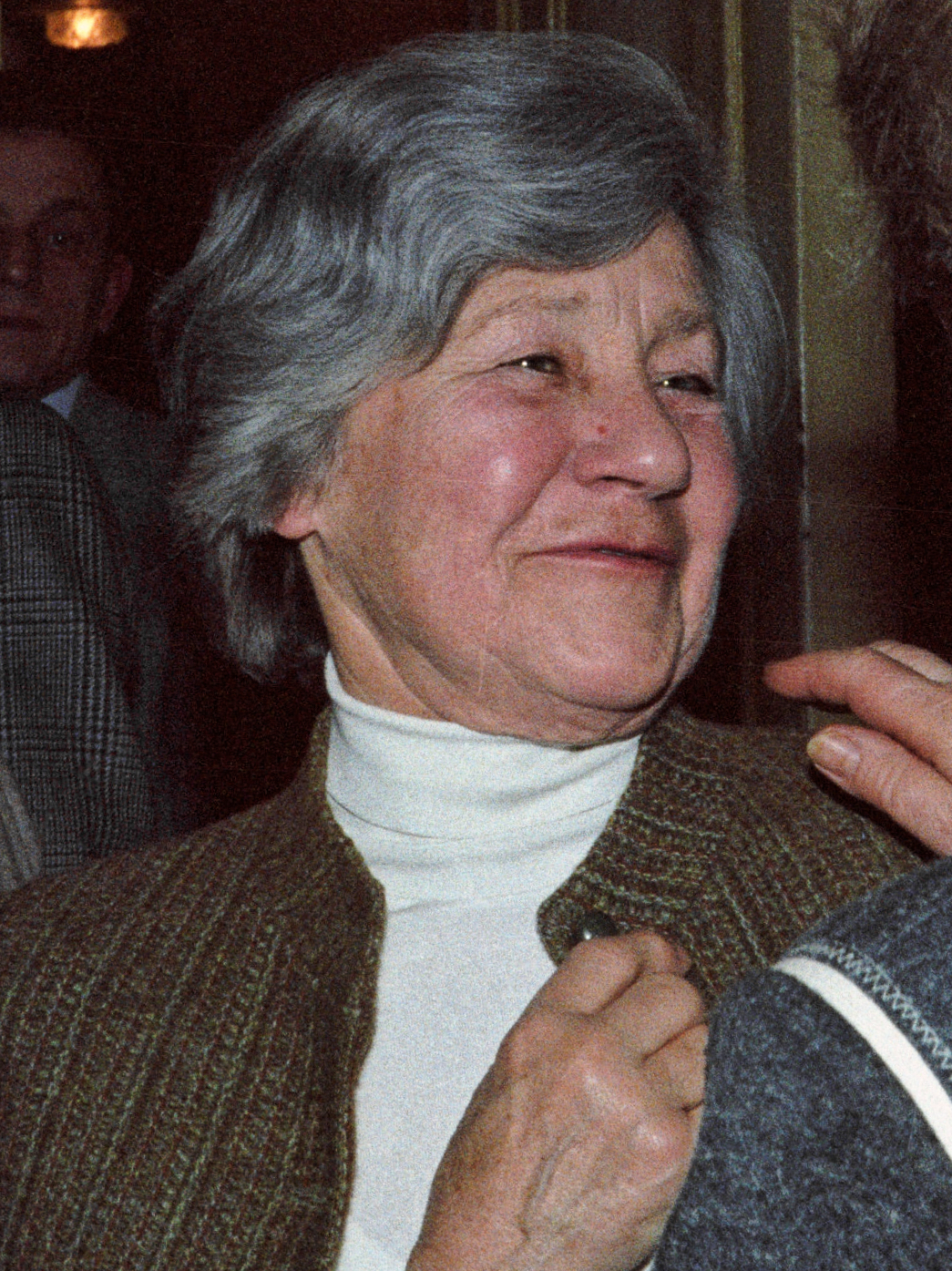
Ilse Elsner 1982

Ilse Elsner, geb. Künzel (* 25. November 1910 in Berlin; † 15. Dezember 1996 in Hamburg) war eine deutsche Volkswirtin, Journalistin und Politikerin (SPD).

## Leben und Beruf
Nach dem Besuch der Mittelschule und Höheren Handelsschule absolvierte Elsner zunächst eine Ausbildung als Fremdsprachensekretärin. Sie holte auf dem Abendgymnasium das Abitur nach und nahm anschließend ein Studium der Volkswirtschaft in Hamburg auf, welches sie mit dem Examen zur Diplom-Volkswirtin sowie 1936 mit der Promotion zum Dr. rer pol. abschloss. Danach hatte sie bis 1943 eine kaufmännische Tätigkeit in der Privatwirtschaft inne.
Nach dem Zweiten Weltkrieg wechselte Elsner zum Journalismus über. Sie war von 1946 bis 1950 Redakteurin und Leiterin des Wirtschaftsblatts beim Hamburger Echo. Von 1951 bis 1961 war sie als Redakteurin bei der Die Welt beschäftigt und dort seit 1953 für das Ressort Sozialpolitik verantwortlich.

## Partei
Elsner war Mitglied der SPD.

## Abgeordnete
Ilse Elsner war von 1961 bis zur Niederlegung ihres Mandates am 14. Mai 1970 Mitglied des Deutschen Bundestages und gehörte vom 29. November 1961 bis zum 26. Mai 1970 auch dem Europäischen Parlament an, wo sie von 1964 bis 1970 Vorsitzende des Wirtschafts- und Finanzausschusses war. 
Ilse Elsner ist 1961 über die Landesliste Hamburg und danach stets als direkt gewählte Abgeordnete des Wahlkreises Wandsbek in den Bundestag eingezogen.

## Öffentliche Ämter
Elsner war Senatorin in den von Herbert Weichmann und Peter Schulz geführten Senaten der Freien und Hansestadt Hamburg. Sie amtierte vom 22. April 1970 bis zum 31. Dezember 1972 als Bevollmächtigte des Landes beim Bund und vom 1. Januar 1973 bis zum 30. April 1974 als Gesundheitssenatorin.
Siehe auch: Senat Weichmann III – Senat Schulz I